# Гражданська (платформа)
Гражданська (рос. Гражданская) — зупинний пункт/пасажирська платформа Ризького напрямку Московської залізниці, у складі лінії МЦД-2. Розташовано у Москві. Колишня станція.

## Пасажирські перевезення
Є безпересадкове пряме сполучення на Курський напрямок.
Безпересадкове сполучення здійснюється (найвіддаленіші точки на березень 2017 року):
- На північ до/зі станції Шаховська
- На південь до/зі станцій Москва-Ризька, Серпухов

## Опис
На південь від платформи в бік Москва-Ризька розташована неелектрифікована колія, що прямує до фабрики «Свобода» та залишки інших колій, тому платформа фактично відокремлена від міста, і вихід з неї здійснюється також через місточок.
Найближчі станції метро — Динамо, Аеропорт, Тимірязєвська.
Розташована біля межі парку Сільськогосподарської академії ім. Тимірязєва. Складається з двох посадних платформ, сполучених пішохідним містком. Перша платформа (для поїздів з Москви) — берегова, на дузі, на ній знаходиться касовий павільйон та розклад руху електропоїздів. Друга, для поїздів на Москву — острівна, на дузі.
Платформа не обладнана турнікетами. Час руху від Москва-Ризька — 8 хвилин.

## Пересадки
- Автобус: 22, 132, 318, 727